# Папський Католицький Університет Еквадору
Папський Католицький Університет Еквадору (ісп. Pontificia Universidad Católica del Ecuador, скорочено, ісп. la PUCE). Розташований у столиці Еквадору, місті Кіто. Основою філософії університету, як католицького закладу, лежать християнські принципи, які вимагають відповідальності людини перед Богом, повагу до гідності та прав людської особистості. Згідно зі статутом університету, його великим канцлером є архієпископ Кіто римо-католицької церкви, а заступником — регіональний керівник (провінціал) Товариства Ісуса (єзуїтів) Еквадору.

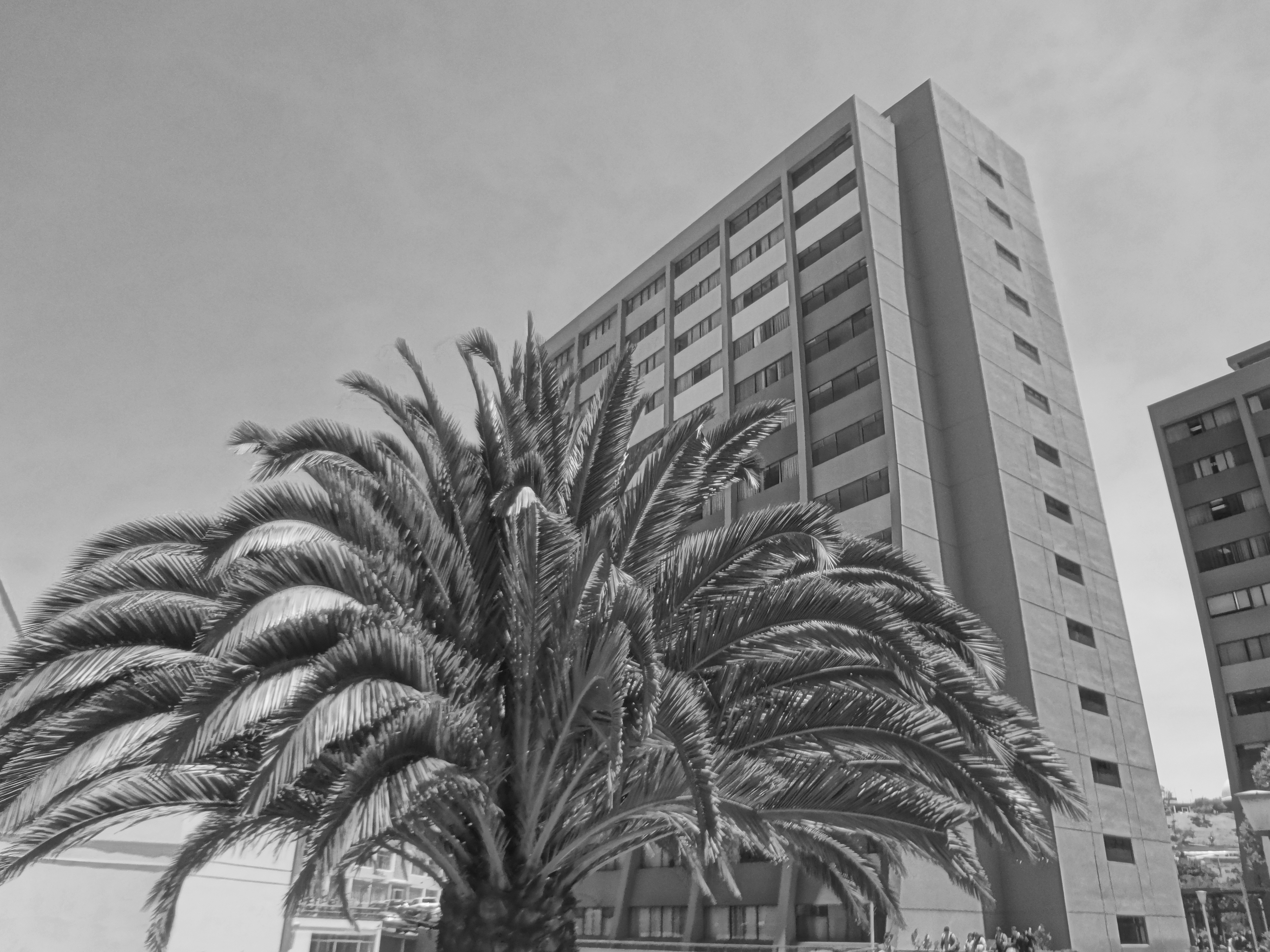
Папський Католицький Університет Еквадору

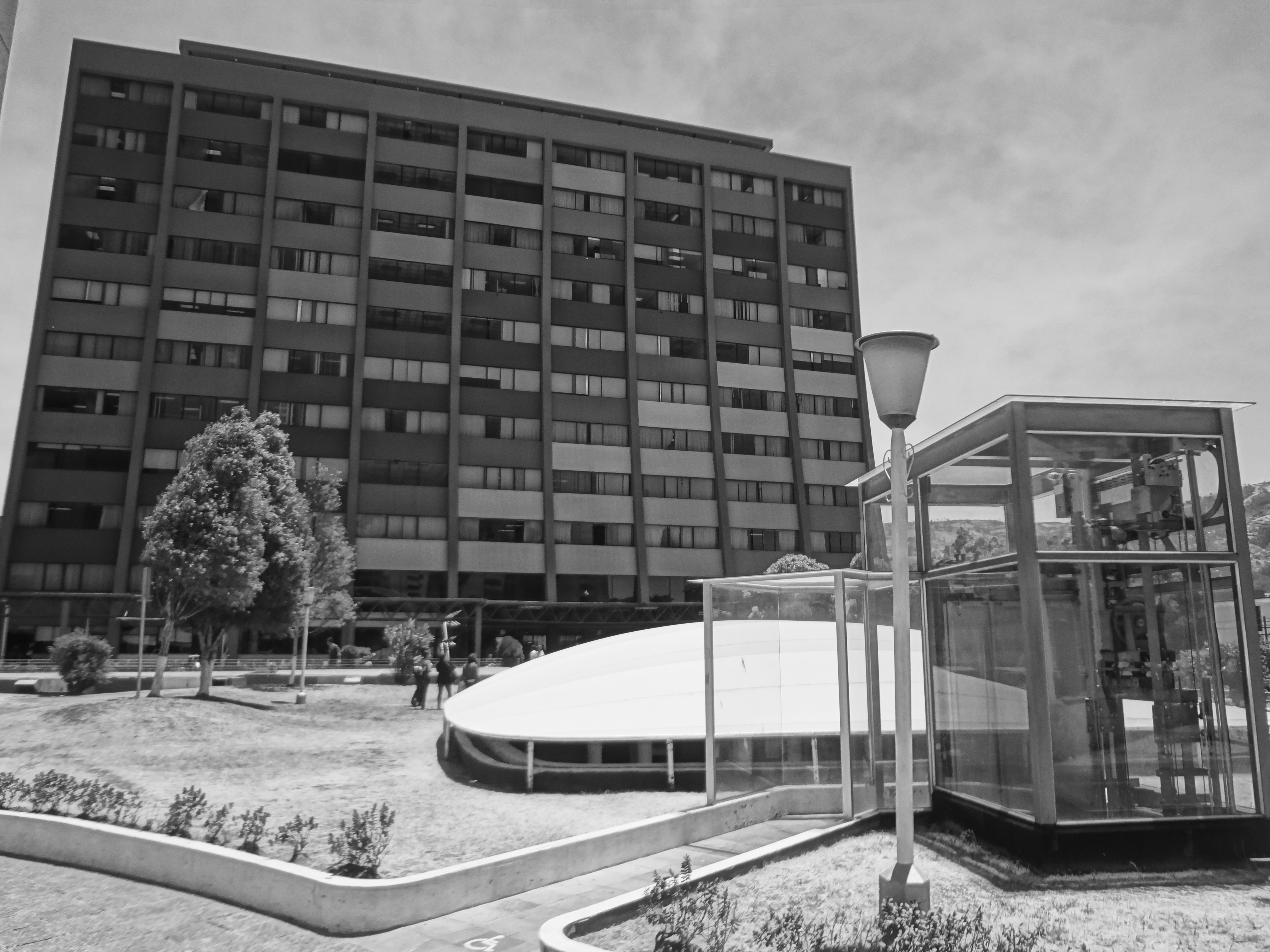
Папський Католицький Університет Еквадору

### Бібліотека

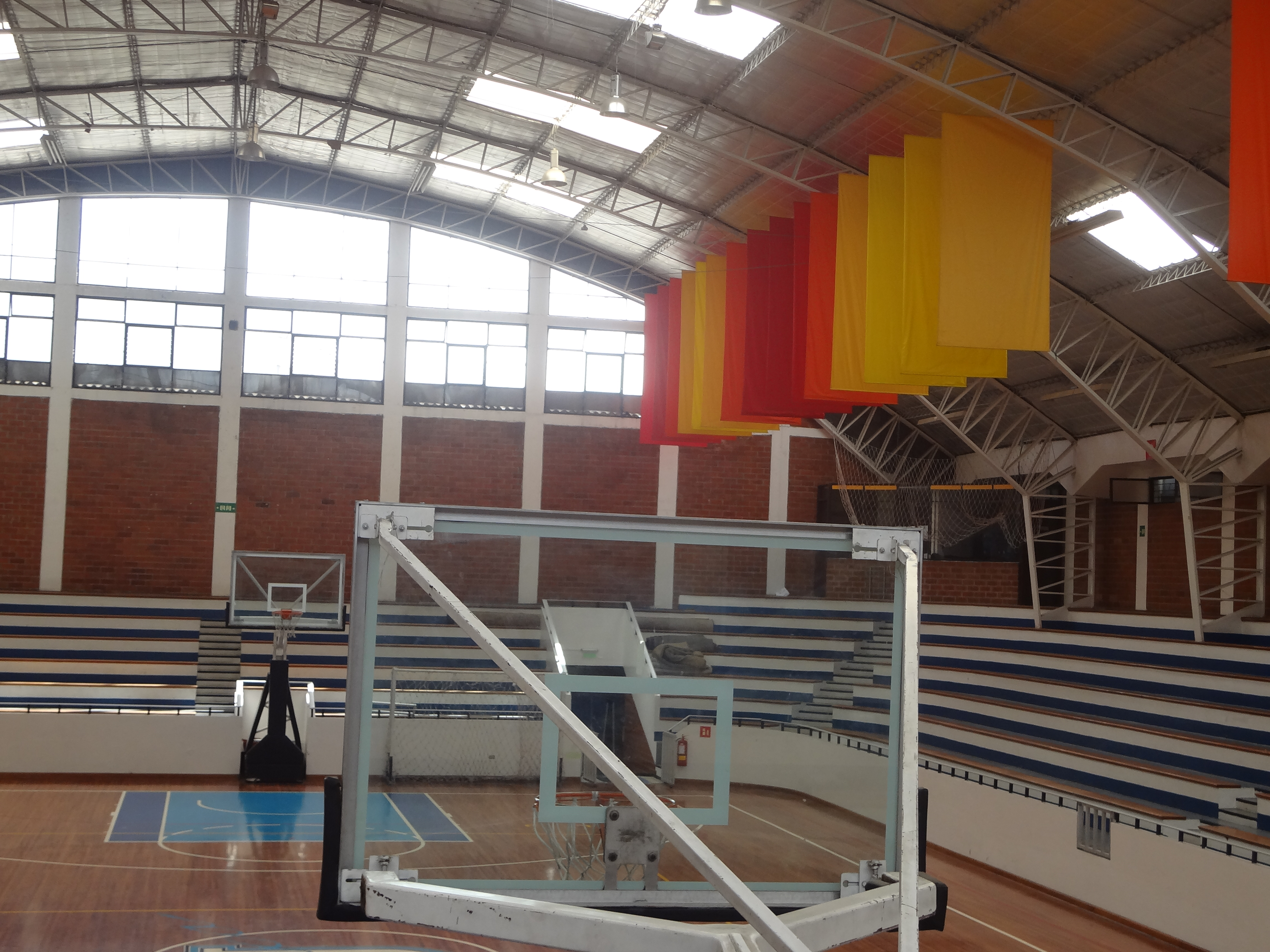
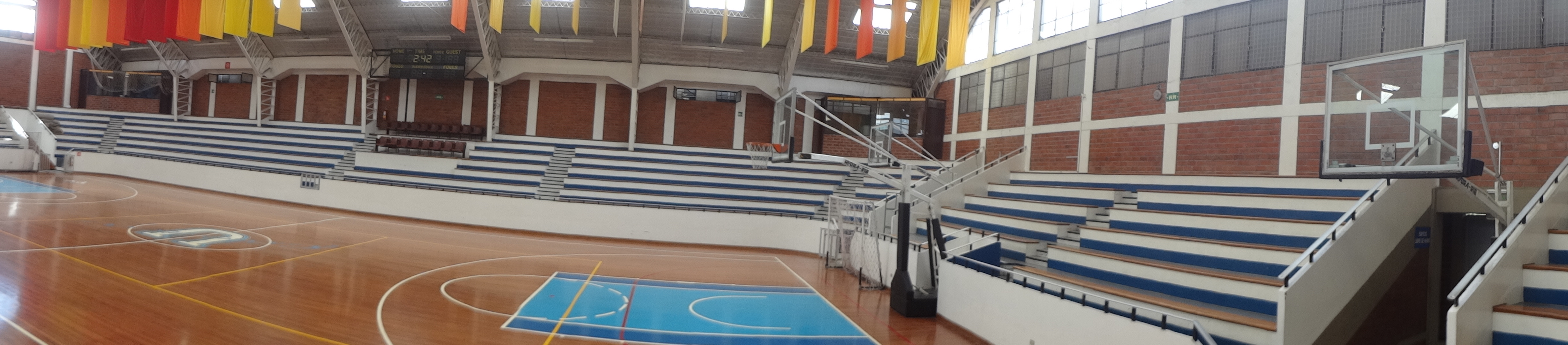

### Територія кампусу

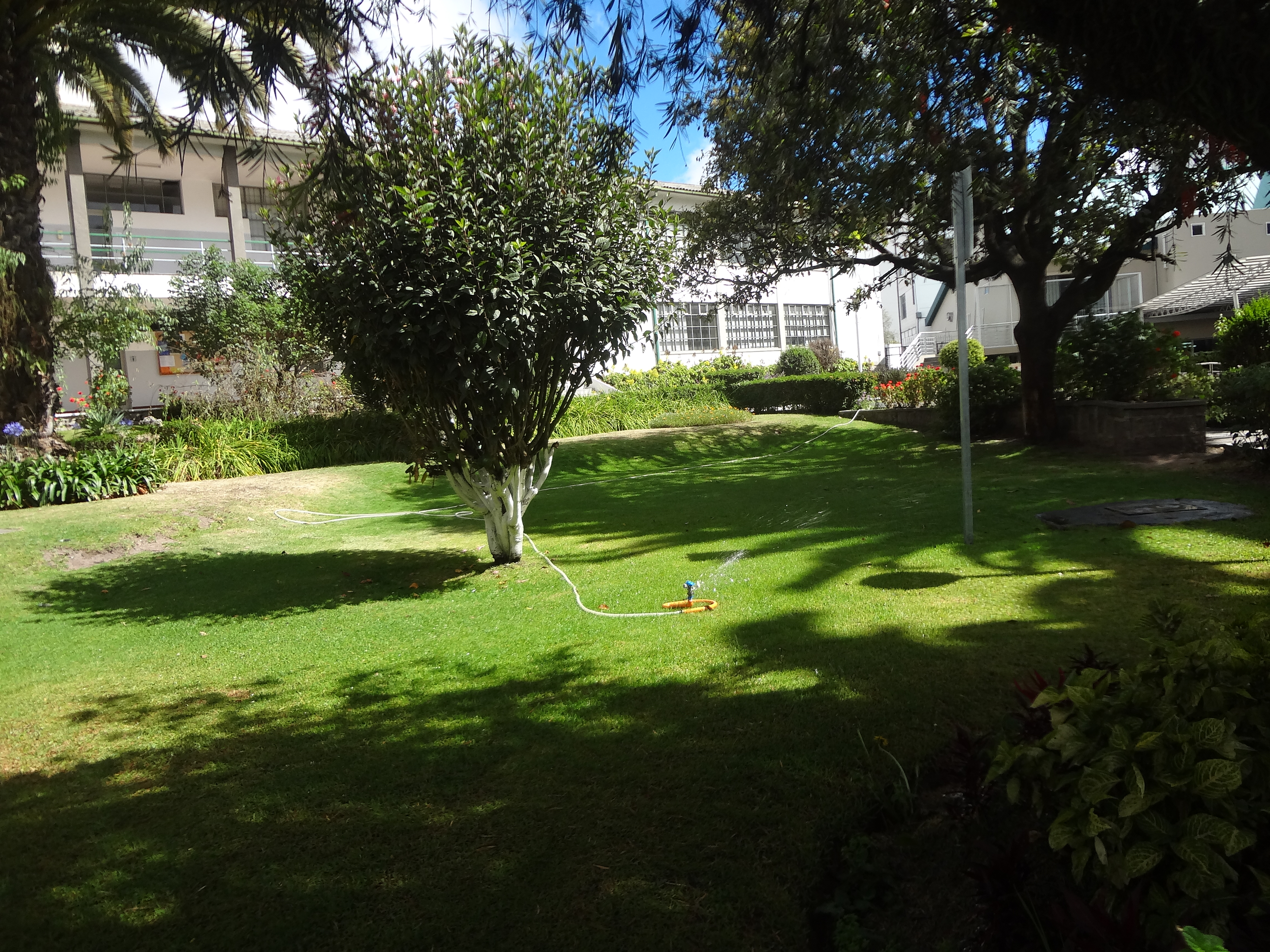
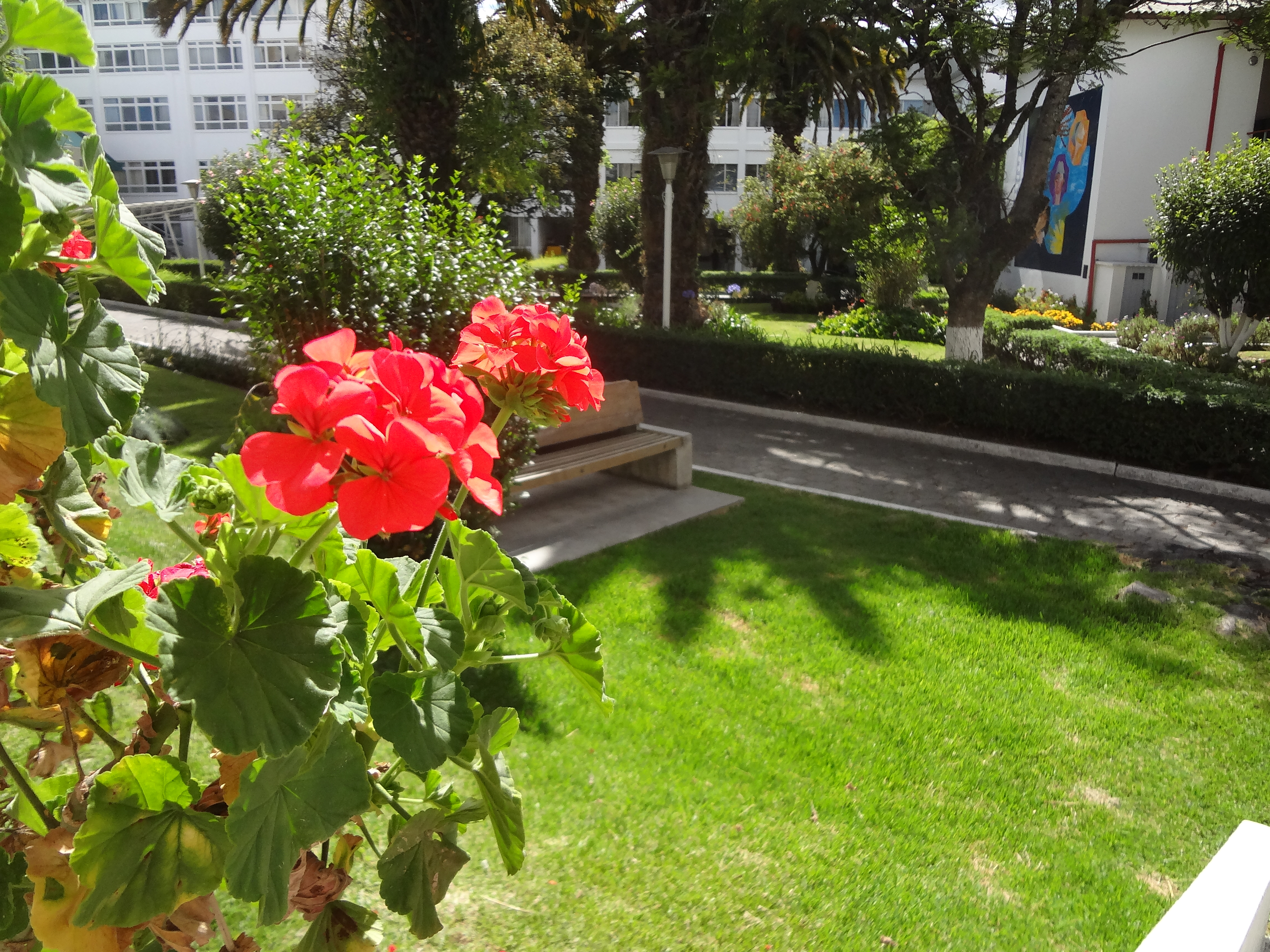
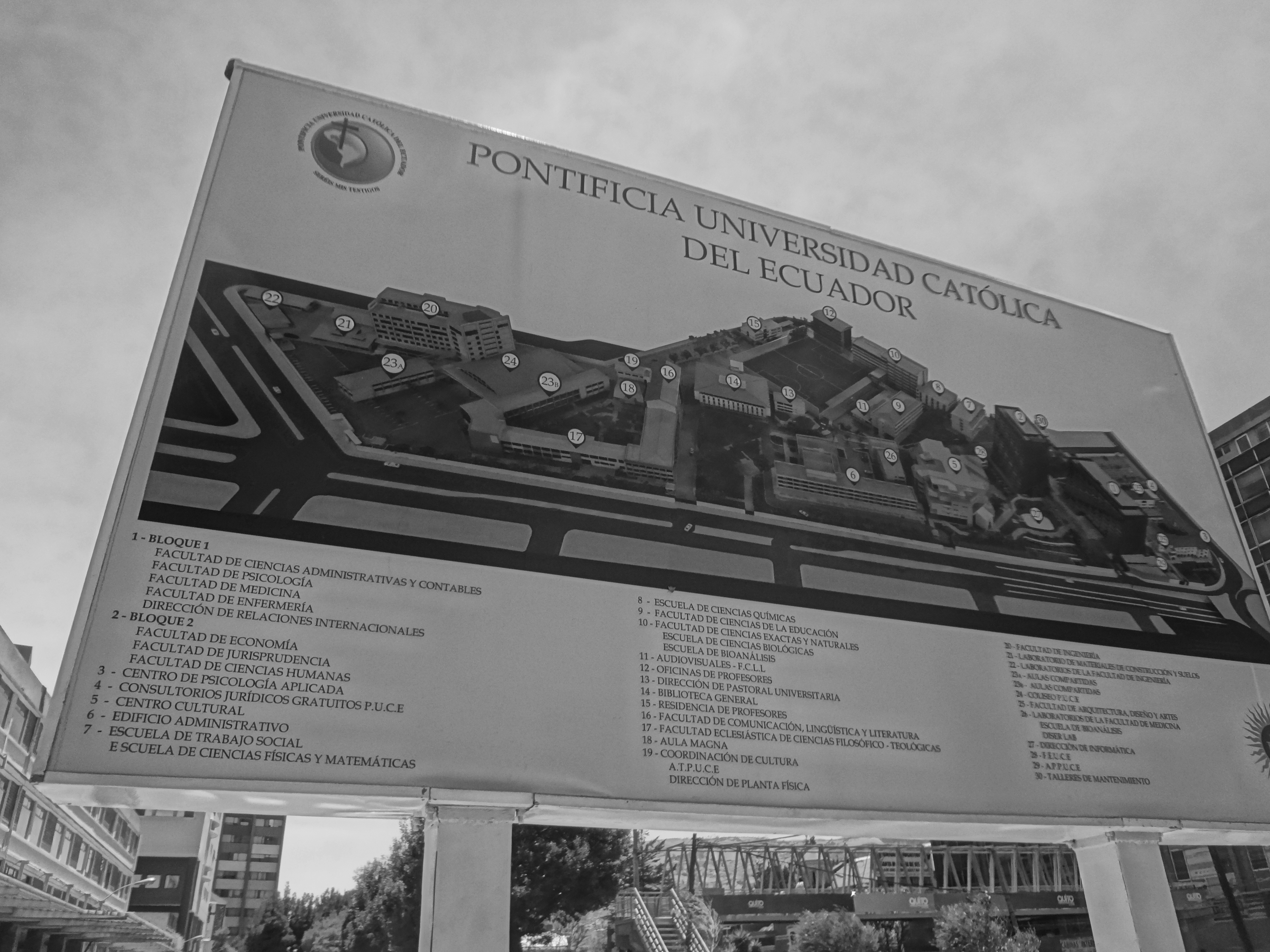

### Музей

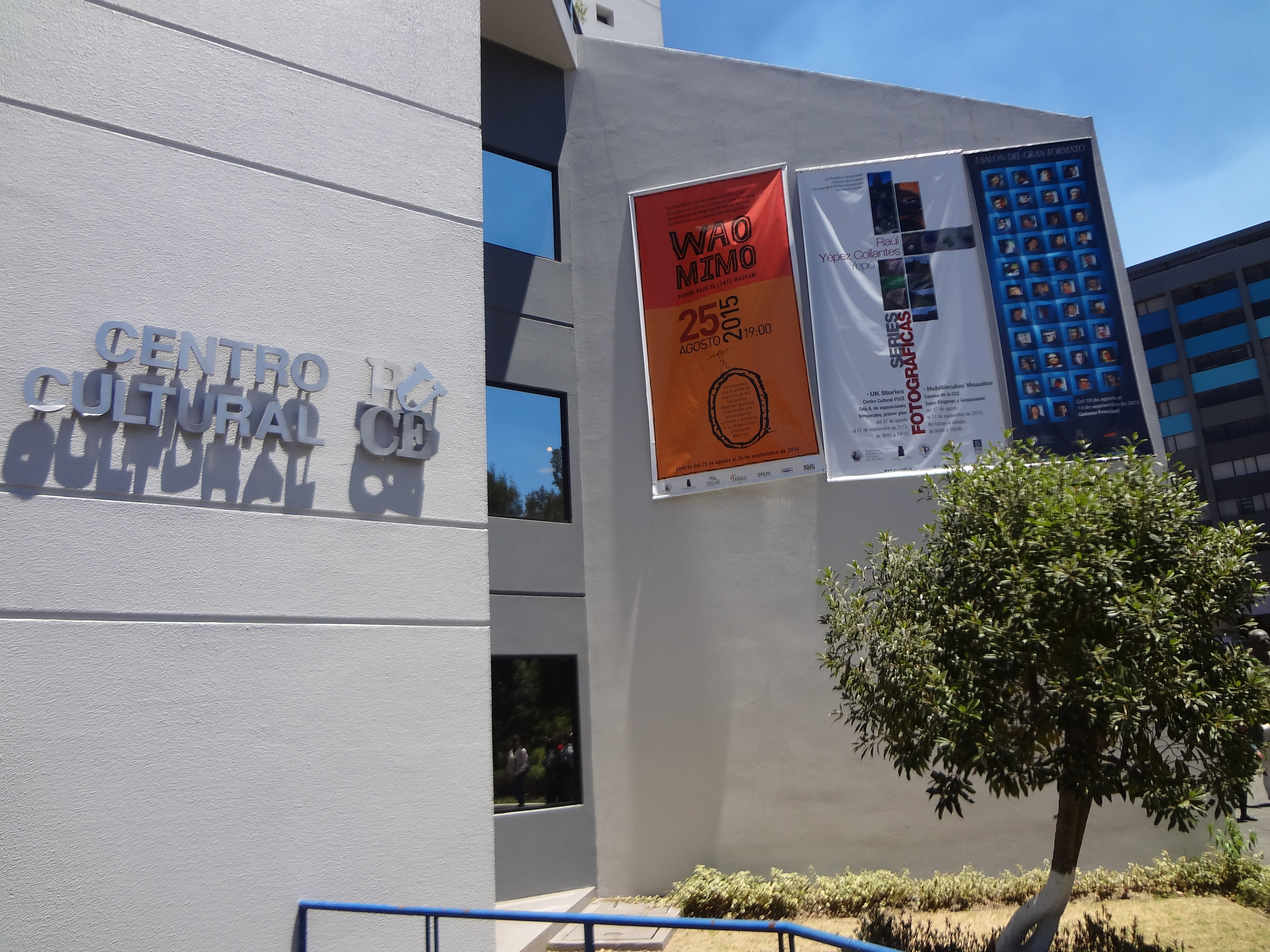
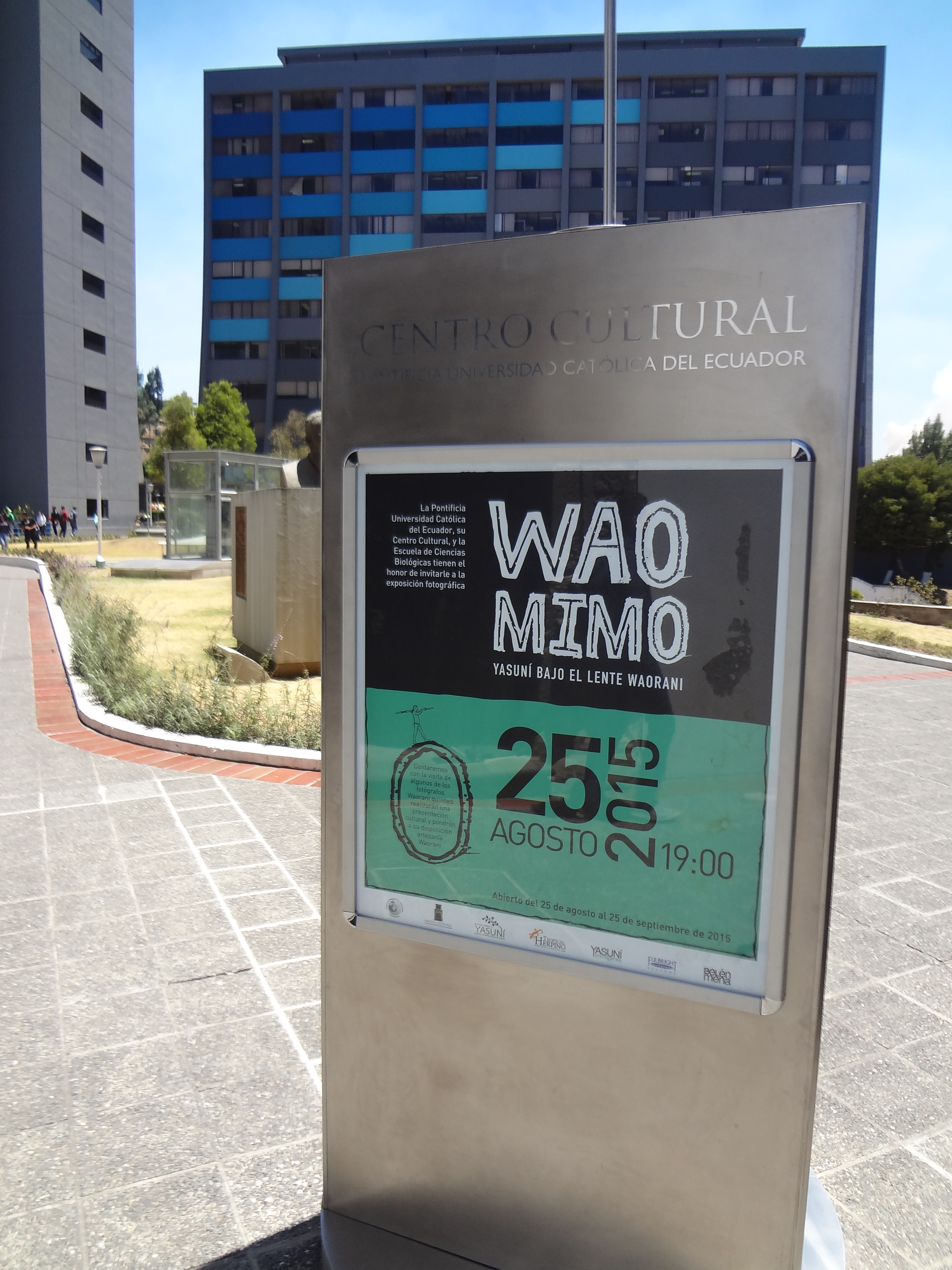
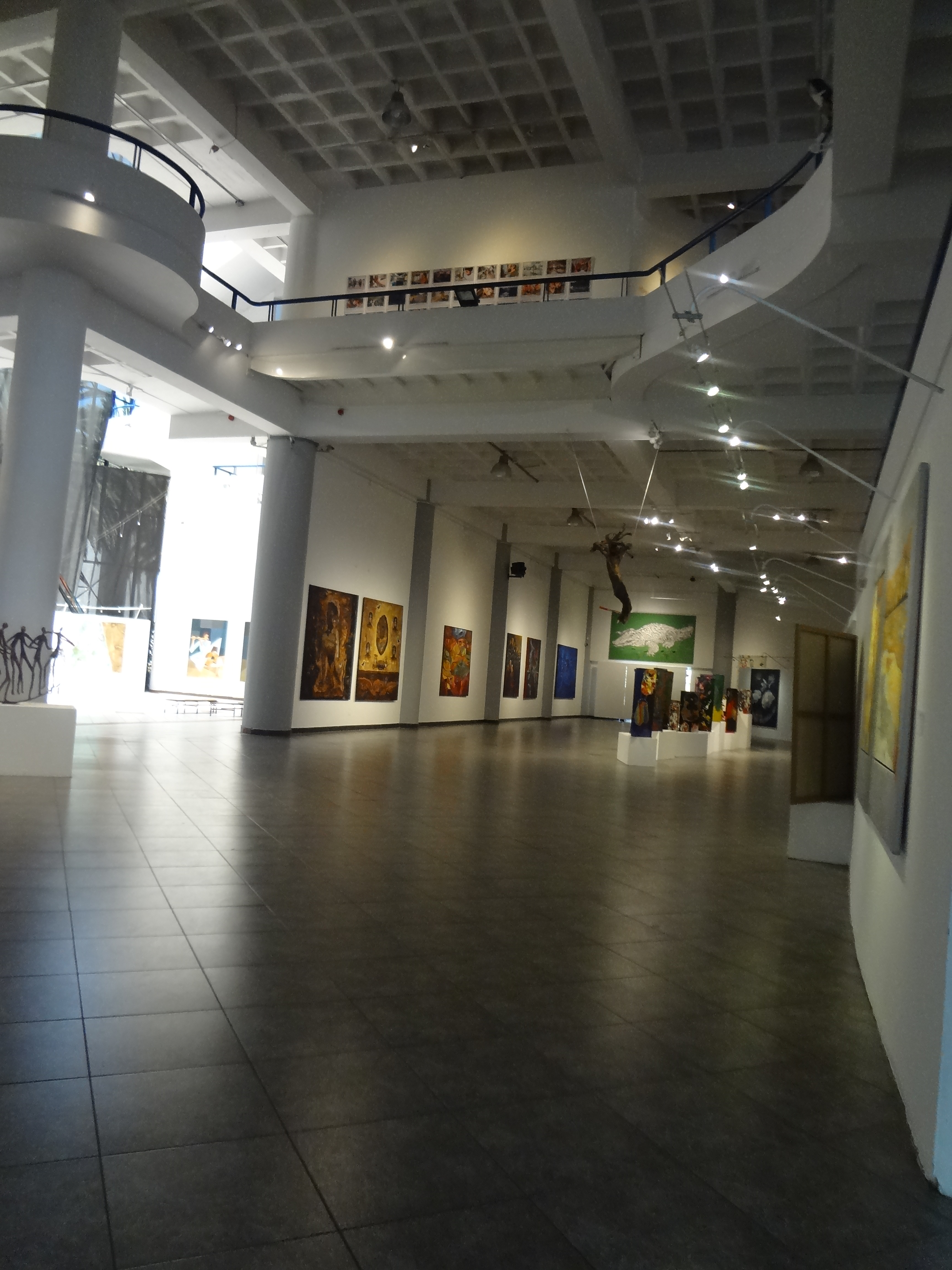
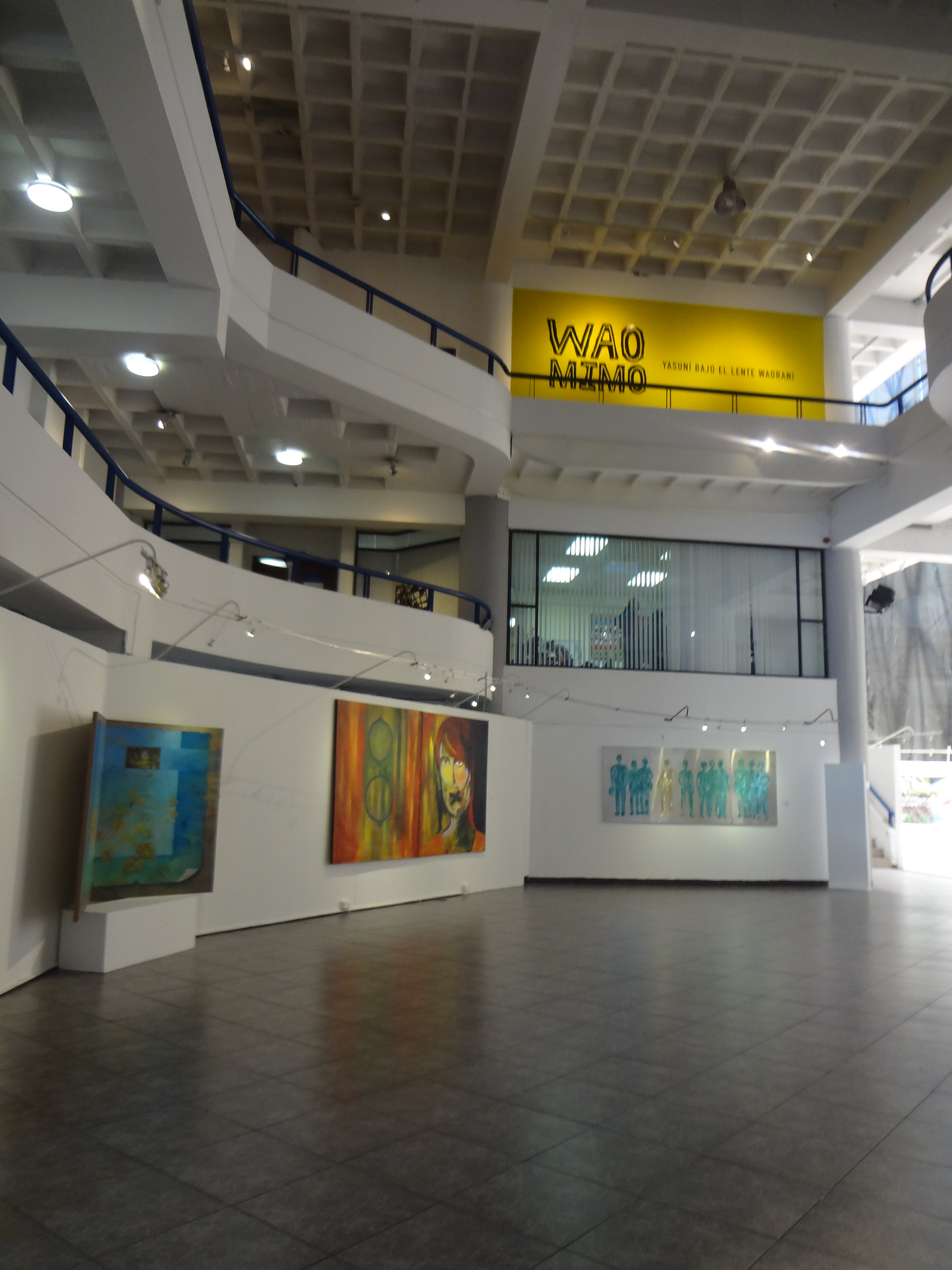
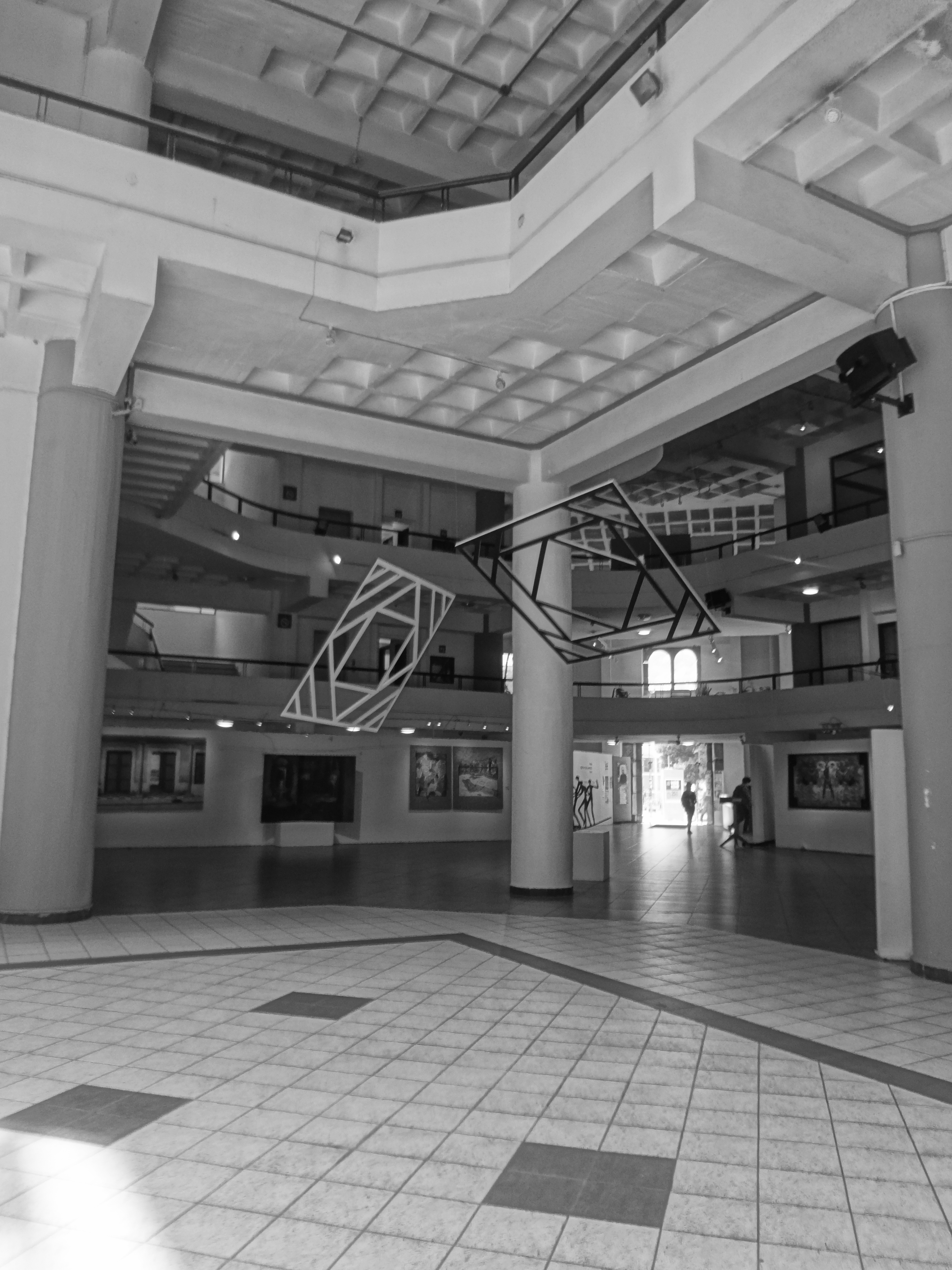

## Історія
2 липня 1946 президент Республіки Еквадор, доктор Хосе Марія Веласко Ібарра (ісп. José María Velasco Ibarra), видав указ, який дозволив працювати приватним університетам; указ надрукований ув Офіційному віснику № 629 від 8 липня 1946 року.
4 листопада 1946 було засновано Католицький Університет Еквадору, співзасновниками виступили Товариство Ісуса (орден єзуїтів) та чинний архієпископ Кіто римо-католицької церкви. Архієпископ Кіто, монсеньйор Карлос Марія де ла Торре (ісп. Carlos Maria de la Torre), справляє месу в базиліці й благословляє будівлю на вулиці Болівара № 343 в місті Кіто. Наступного дня починається перший навчальний цикл із факультету правознавства. У подальші роки створюються факультети: економіки (1949), науки про навчання (1953) та цивільного будівництва (1961).
24 січня 1957 відбувається відкриття та освячення нового корпусу, й починається формування університету, яким він є нині. У 1963 році Папа Римський Іван XXIII надав університетові звання Папський.

## Відділення університету
Зараз університет нараховує 15 факультетів та шкіл:
- 1. Факультет архітектури, дизайну і мистецтв;
- 2. Факультет управління та обліку;
- 3. Факультет природничих наук;
- 4. Факультет філософських і богословських наук;
- 5. Факультет гуманітарних наук;
- 6. Факультет науки про навчання;
- 7. Факультет комунікації, лінгвістики та літератури;
- 8. Факультет економіки;
- 9. Факультет медсестер;
- 10. Інженерний факультет;
- 11. Юридичний факультет;
- 12. Медичний факультет;
- 13. Факультет психології;
- 14. Школа біоаналізу;
- 15. Школа соціальної роботи.

Кількість студентів — близько 7.2 тис.

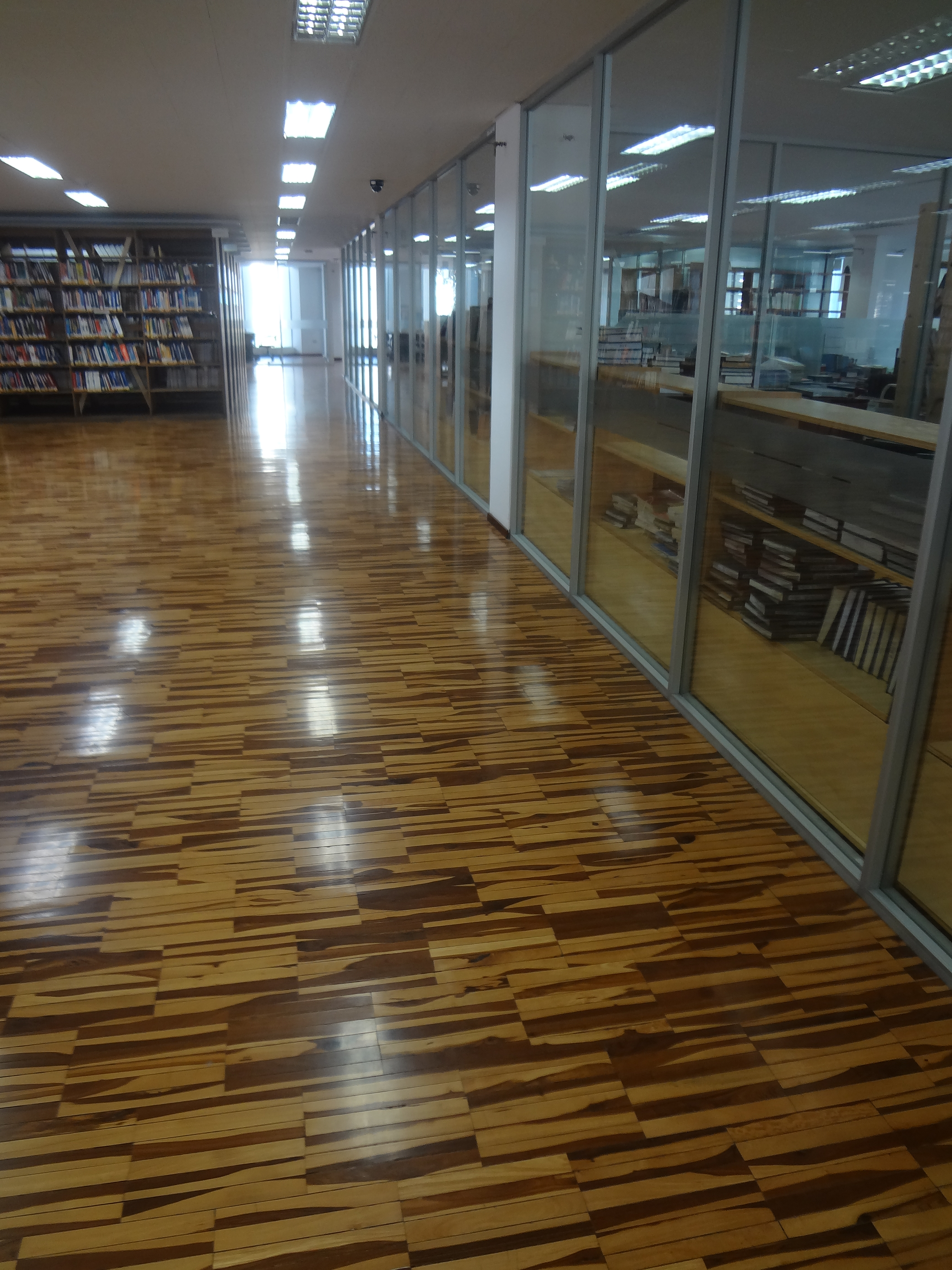
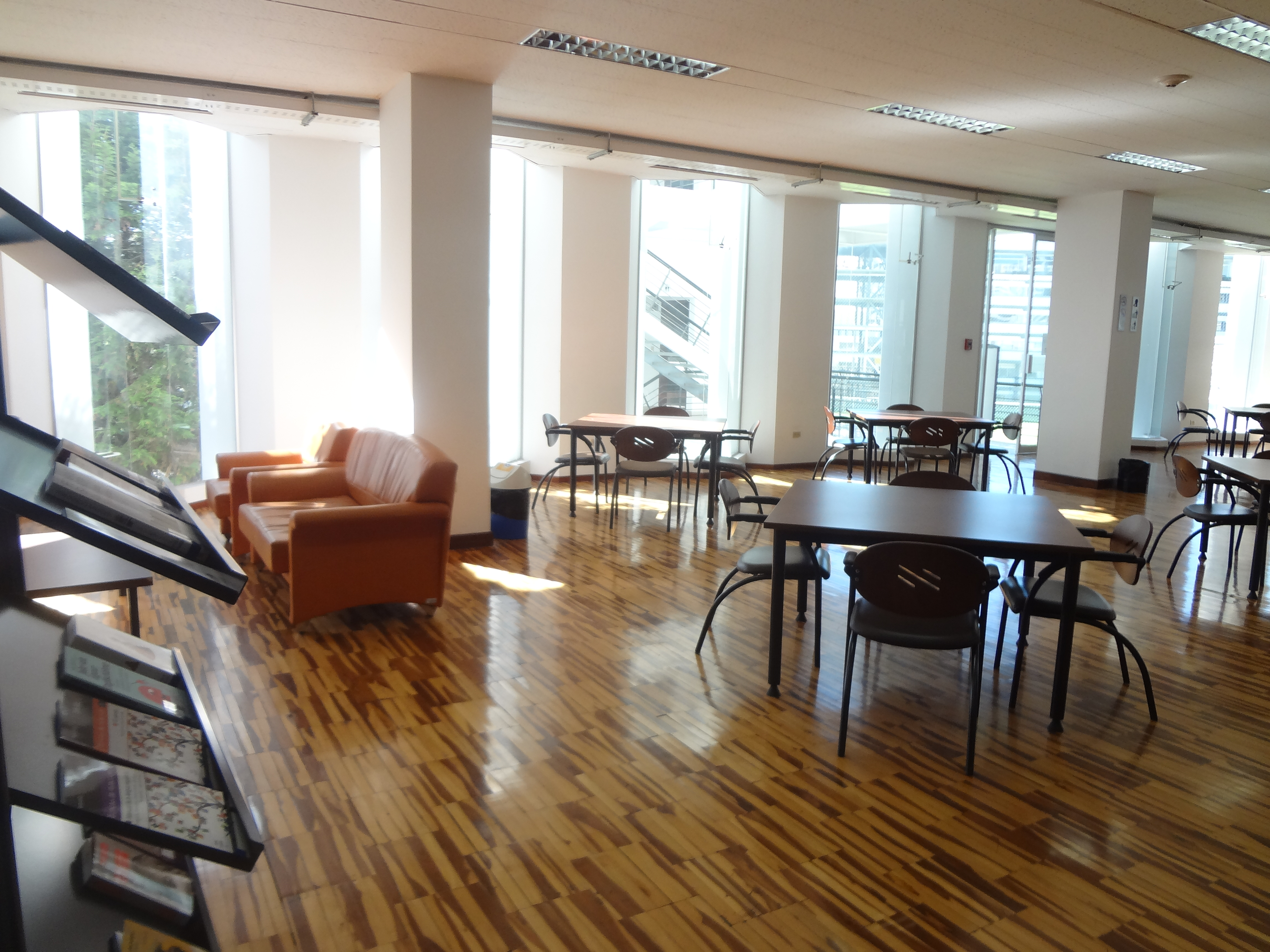
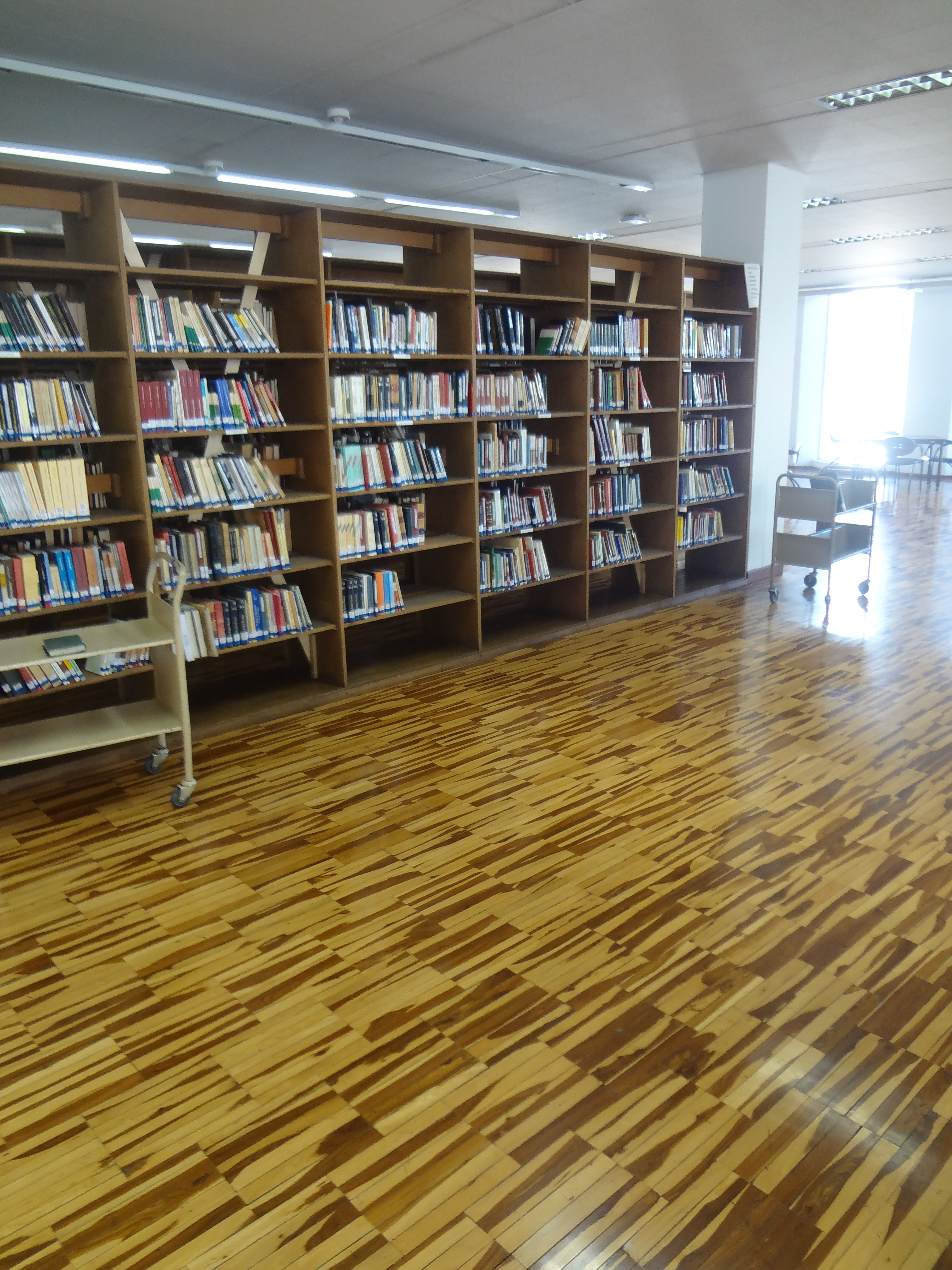
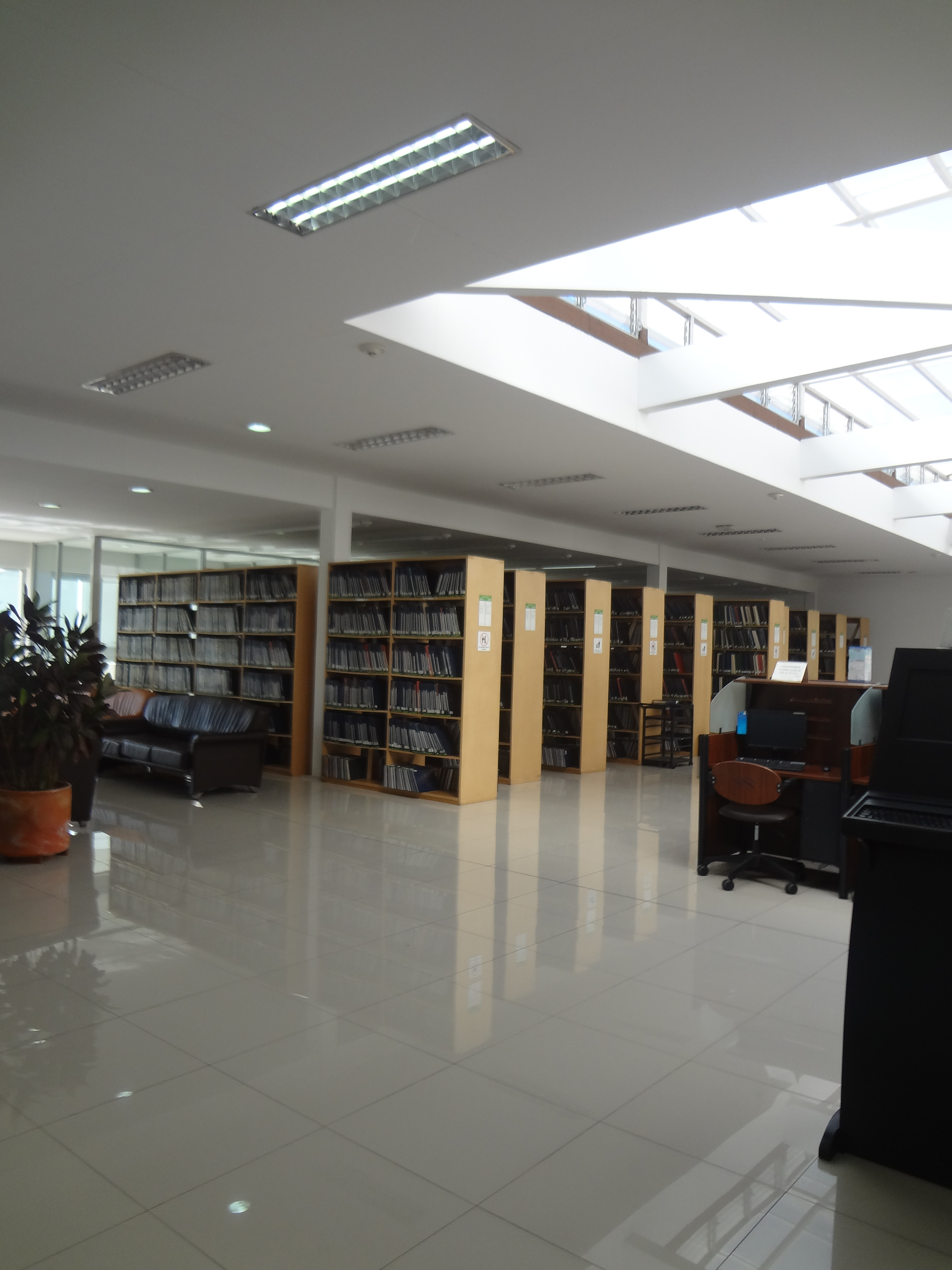
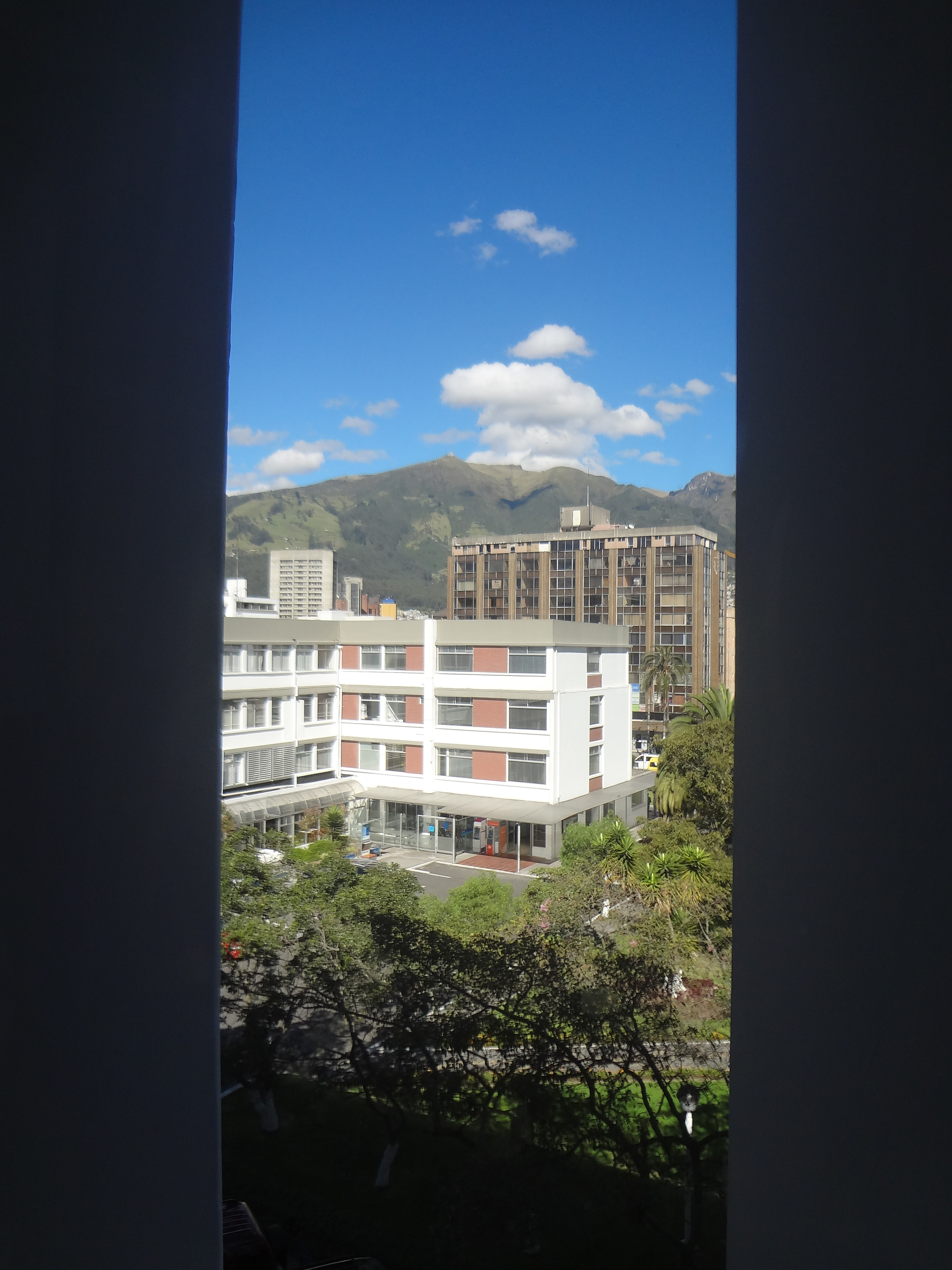

## Акредитація та світові рейтинги
Згідно з результатами зовнішнього незалежного оцінювання, проведеного 2009 року Національною радою Еквадору з оцінювання та акредитації, Папський Католицький Університет Еквадору був визнаний найкращим приватним вищим навчальним закладом (ВНЗ) країни та акредитований за найвищою категорією (А). Згідно з рейтингом університетів Латинської Америки Quacquarelli Symonds (QS) 2012 року, Папський Католицький Університет Еквадору посідає 67-е місце серед вищих навчальних закладів Латинської Америки, що є найкращим показником серед ВНЗ країни.

## Наукові дослідження
Польові дослідження, проведені вченими з музею Зоології Католицького університету Еквадору призвели до відкриття двох видів жаб, Pristimantis llanganati та Pristimantis yanezi, у горах центральних Анд на території ісп. Parque nacional Llanganates, Еквадор.

## Папа Франциск

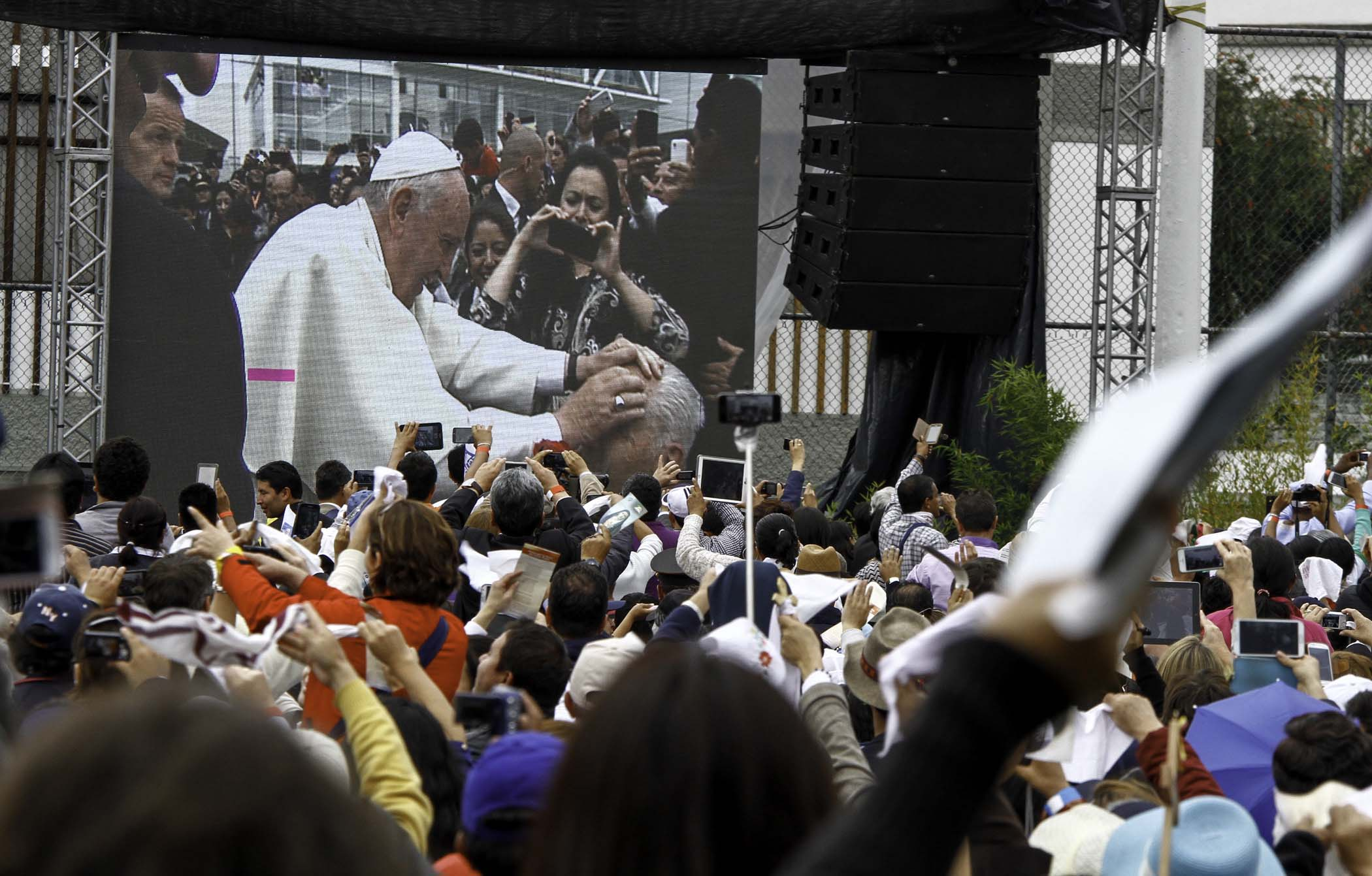
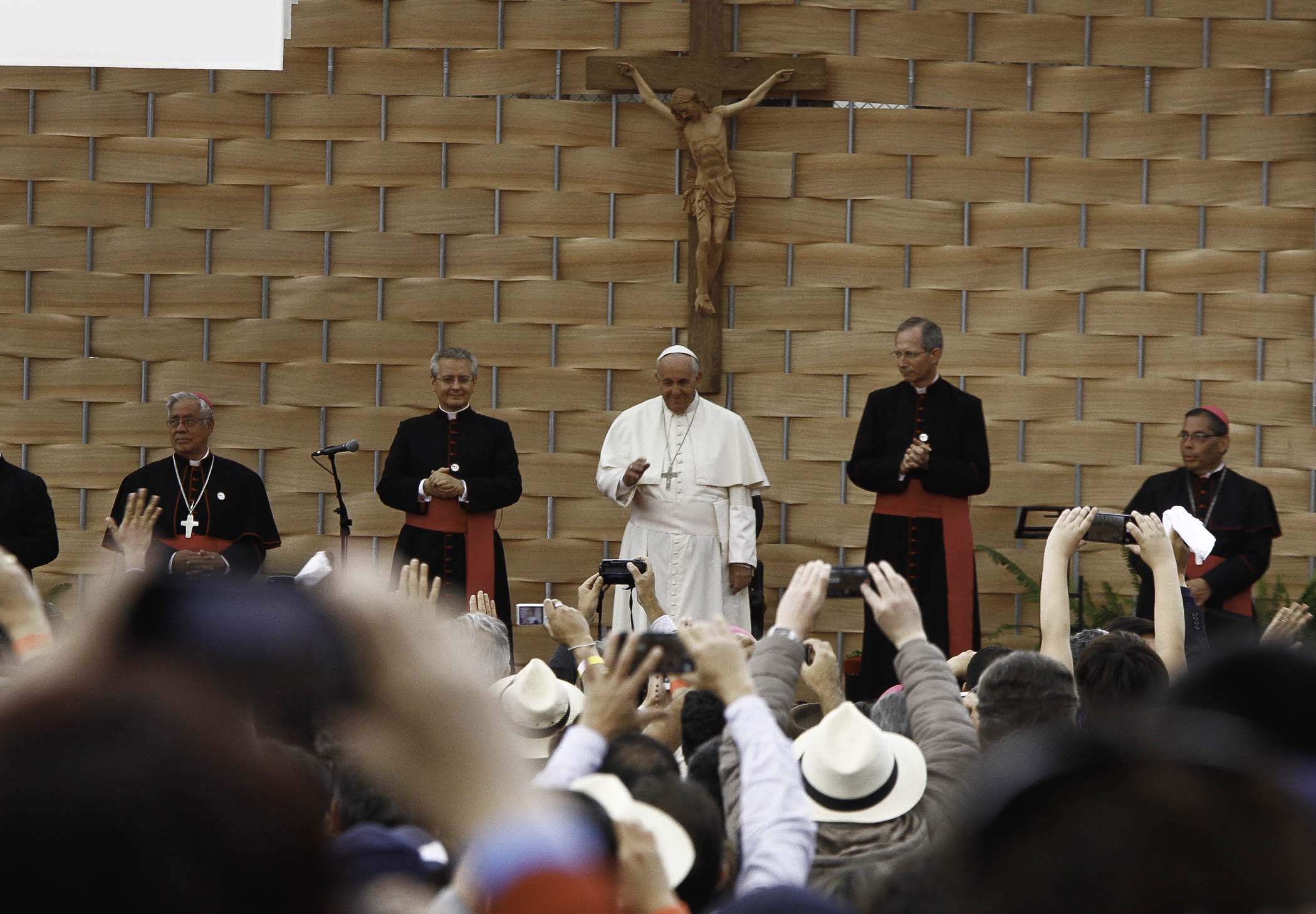
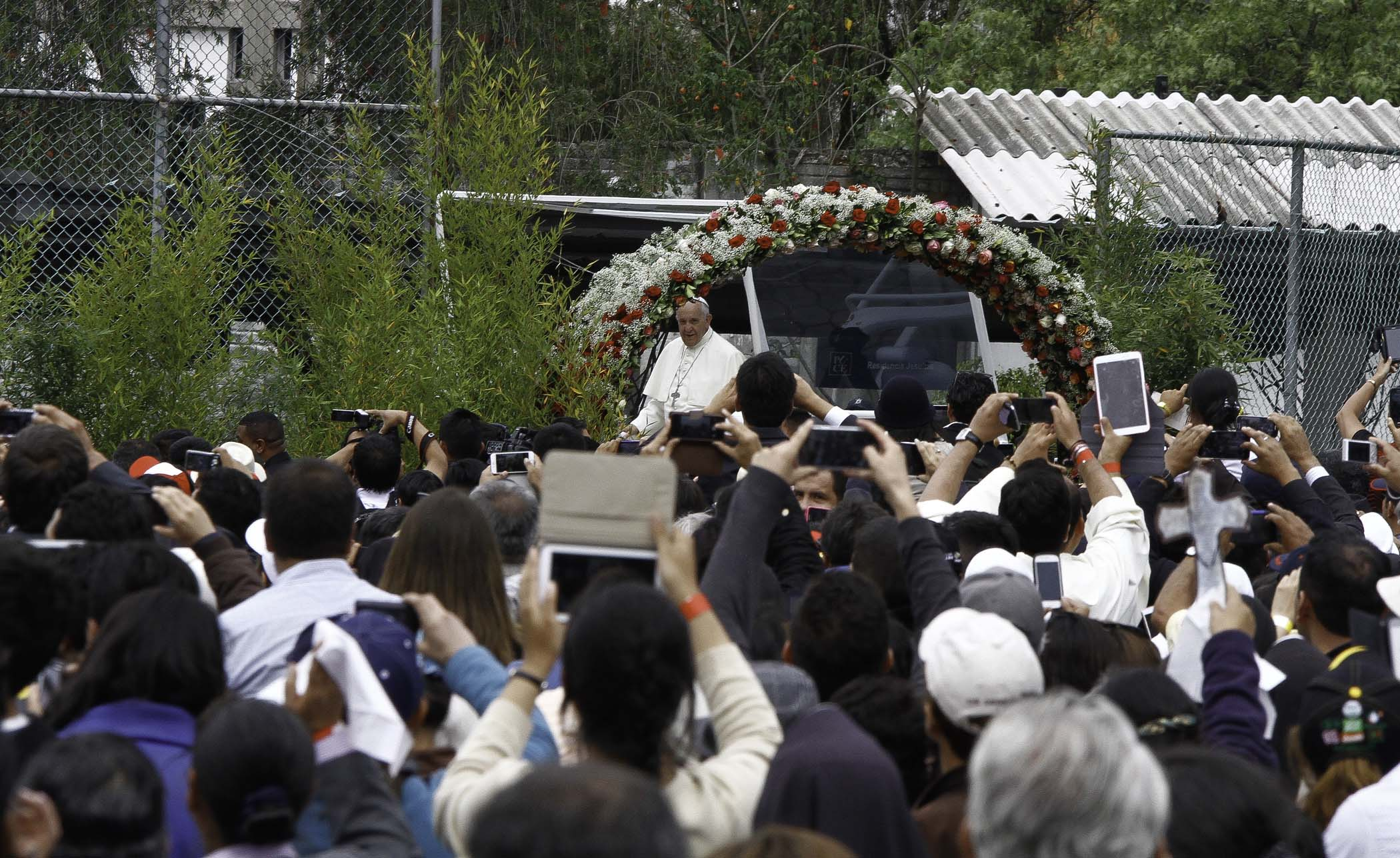
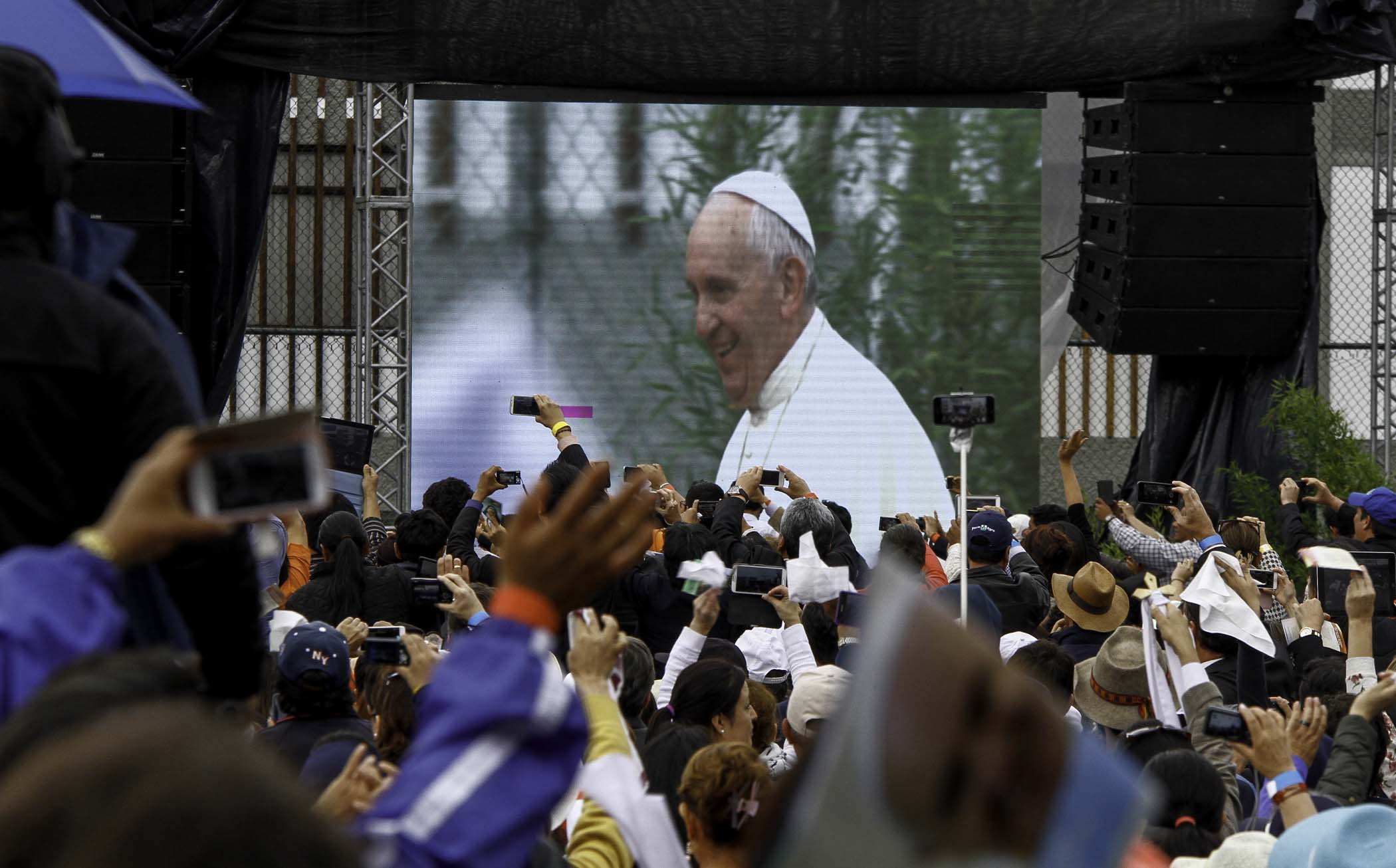